# Религиозна организация
Религиозните организации са организации от хора, подкрепящи практиките и изповядването на определен вид религия. Религиите са организирани системи за защита на информацията и за предаването и от едно поколение на друго. Необходимо е мъдростта наследена или добита от едно поколение ще бъде предадена на следващото.
Някои от тях са строго организирани системи с йерархия на властта и контрола (като римския католицизъм), други са по-свободно свободно организирани или почни нямат структура – като индуизма, макар че индуистите да съществуват много строги подструктури, основани например на учителите гуру или на светите места.
Организацията поражда религиозни специалисти – свещеници, вещици, шамани, гуру, имами, равини, бхикшу, монахини, монаси, папи и т.н.